# Tubuhue (Amanuban Barat)
Tubuhue is een bestuurslaag in het regentschap Timor Tengah Selatan van de provincie Oost-Nusa Tenggara, Indonesië. Tubuhue telt 2625 inwoners (volkstelling 2010).